# Catuvolco
Catuvolco (en latín, Catuvolcus o Cativolcus, ?-53 a. C.) fue rey de la mitad del país de los eburones, un pueblo que habitaba entre los ríos Mosa y Rin. Se alió con el otro rey eburón, Ambíorix, en la insurrección contra los romanos en 54 a. C.; pero cuando Julio César al año siguiente procedió a devastar el territorio de los eburones, Catuvolco, que era de avanzada edad e incapaz de soportar las penurias de la guerra y la huida, se suicidó bebiéndose zumo de tejo después de lanzar maldiciones contra Ambíorix.